# Luni
Luni (2017 előtt Ortonovo) település Olaszországban, Liguria régióban, La Spezia megyében. Lakosainak száma 8120 fő (2023. január 1.). Luni Carrara, Castelnuovo Magra, Sarzana és Fosdinovo községekkel határos.

## Népesség
A település lakossága az elmúlt években az alábbi módon változott:
| Lakosok száma | 8311 | 8360 | 8120 |
|               | 2017 | 2018 | 2023 |